# Chov luskounů v Zoo Praha

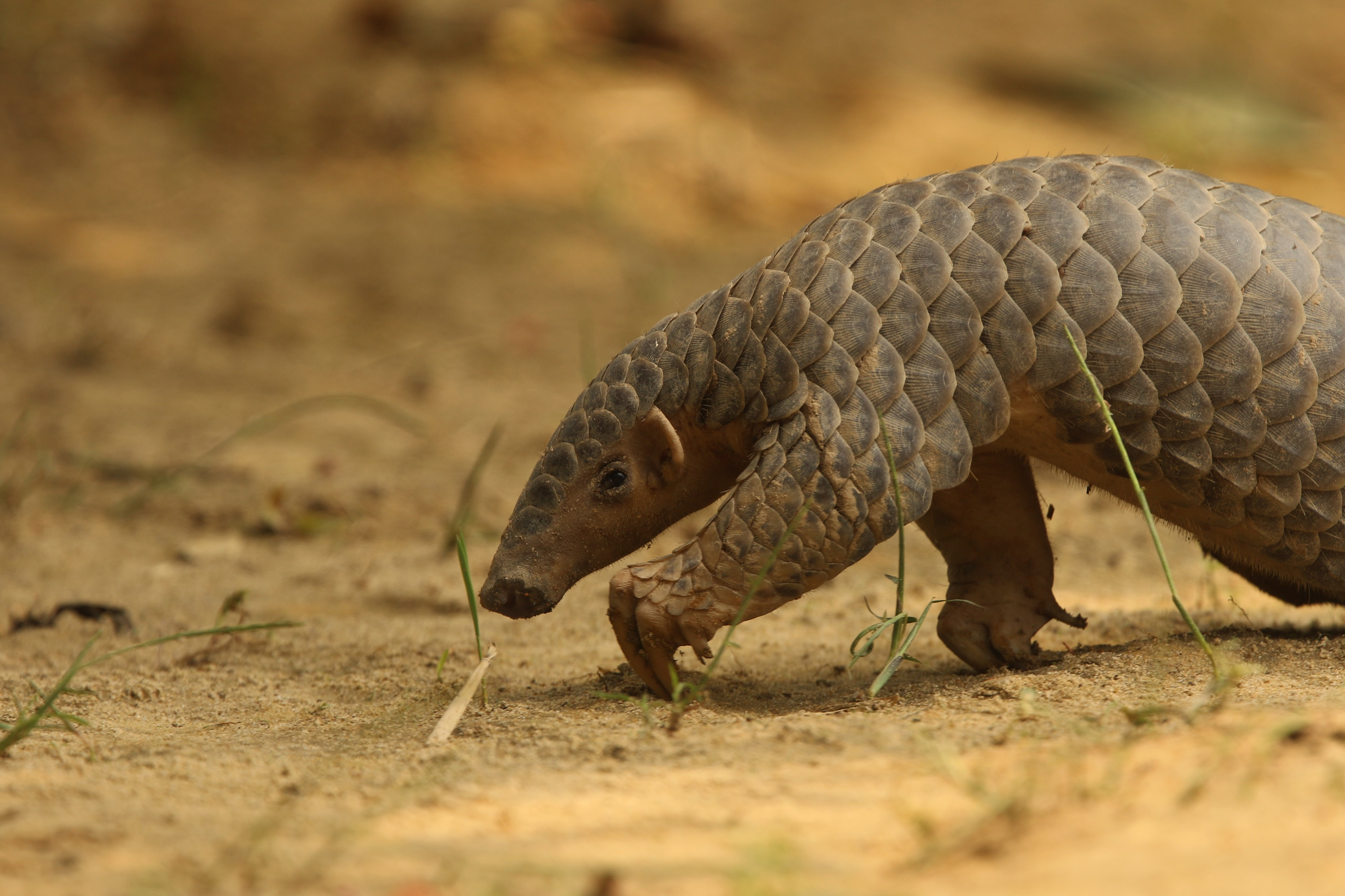
Luskoun krátkoocasý, vyfocený v Bangladéši

Chov luskounů v Zoo Praha byl zahájen roku 2022, kdy v dubnu dorazil chovný pár z Taiwanu. Pražská zoologická zahrada se tak stala druhou zoologickou zahradou v Evropě (po Lipsku), která chová luskouna krátkoocasého. Přivezeni byli samec Guo Bao a samice Run Hou.
V únoru 2023 zaznamenala zoo Praha chovatelský úspěch, když jako první v Evropě odchovala mládě luskouna, samici později pojmenovanou Šiška. Při narození vážila 135 gramů a zdravě rostla. Druhé mládě odchované v zoo (narozeno 2024) dostalo jméno Connie.
Luskouni jsou umístění v pavilonu Indonéská džungle.

## Získání luskounů
Zoologická zahrada Praha získala luskounů ze zoo v Tchaj-peji. S tímto městem roku 2020 uzavřela Praha partnerskou smlouvu, přičemž součástí sbližování byla k spolupráce zoologických zahrad. V únoru 2020 primátor Prahy Zdeněk Hřib oznámil, že pár luskounů by měl dorazit asi za tři roky.
Nakonec zoo luskony získala v dubnu roku 2022.

## Odchov mláďat
První mládě luskouna v Evropě se v zoo Praha narodilo v únoru 2023. Úspěšný odchov byl potvrzen, když se luskoun dožil jednoho roku a byl zdravý. Samice byla po veřejném hlasování pojmenována Šiška, protože svým vzhledem připomínala šišku. Další mládě se narodilo roku 2024 a bylo pojmenováno, taktéž po veřejném hlasování, Connie.

### Křest Šišky
Křest mláděte luskouna proběhl 25. března 2023 u příležitosti zahájení 92. návštěvnické sezóny v Zoologické zahradě hlavního města Prahy. Na křtu zahrál český písničkář Pokáč živou premiéru své písně Zoo Song. Bioložka Jane Goodall pak u příležitosti křtu mláděte zaslala video vzkaz, ve kterém popřála chovatelskému týmu zoo mnoho úspěchů v péči o mládě.

## Další aktivity
Zoo Praha pomáhá v ochranářských projektech zaměřujících se na luskouny v Africe a Asii, kde jsou tito živočichové ohroženi pytláctvím. Šupiny luskounů jsou totiž žádané v čínské medicíně.